# Mercedes-Benz Concept IAA
Pour les articles homonymes, voir Mercedes-Benz, Concept car et Salon de l'automobile de Francfort.
La Mercedes-Benz Concept IAA (IAA, Intelligent Aerodynamic Automobile, en anglais, Automobile à Aérodynamique Intelligente, en français) est une berline concept-car autonome hybride rechargeable de luxe, à aérodynamique variable, du constructeur automobile allemand Daimler-Mercedes-Benz, présentée au salon de l'automobile de Francfort (IAA) 2015.

## Historique
Ce véhicule autonome (équipé d'un système de pilote automatique complet) est une vitrine technologique qui préfigure de nombreuses innovations techniques de la marque, dont l'aérodynamique variable, des lignes et codes stylistiques du futur, et des futures techniques de conception et fabrication de type industrie 4.0 de la marque... 

### Design aérodynamique
Le design de la carrosserie, à aérodynamique variable, est inspiré entre autres des prestigieuses Flèches d'Argent, Mercedes-Benz F125 (2011), Mercedes-Benz AMG Vision Gran Turismo (2013), Mercedes-Benz Classe CLS, Mercedes-Benz Classe S, de l'aéronautique, et de l'aérospatiale,...

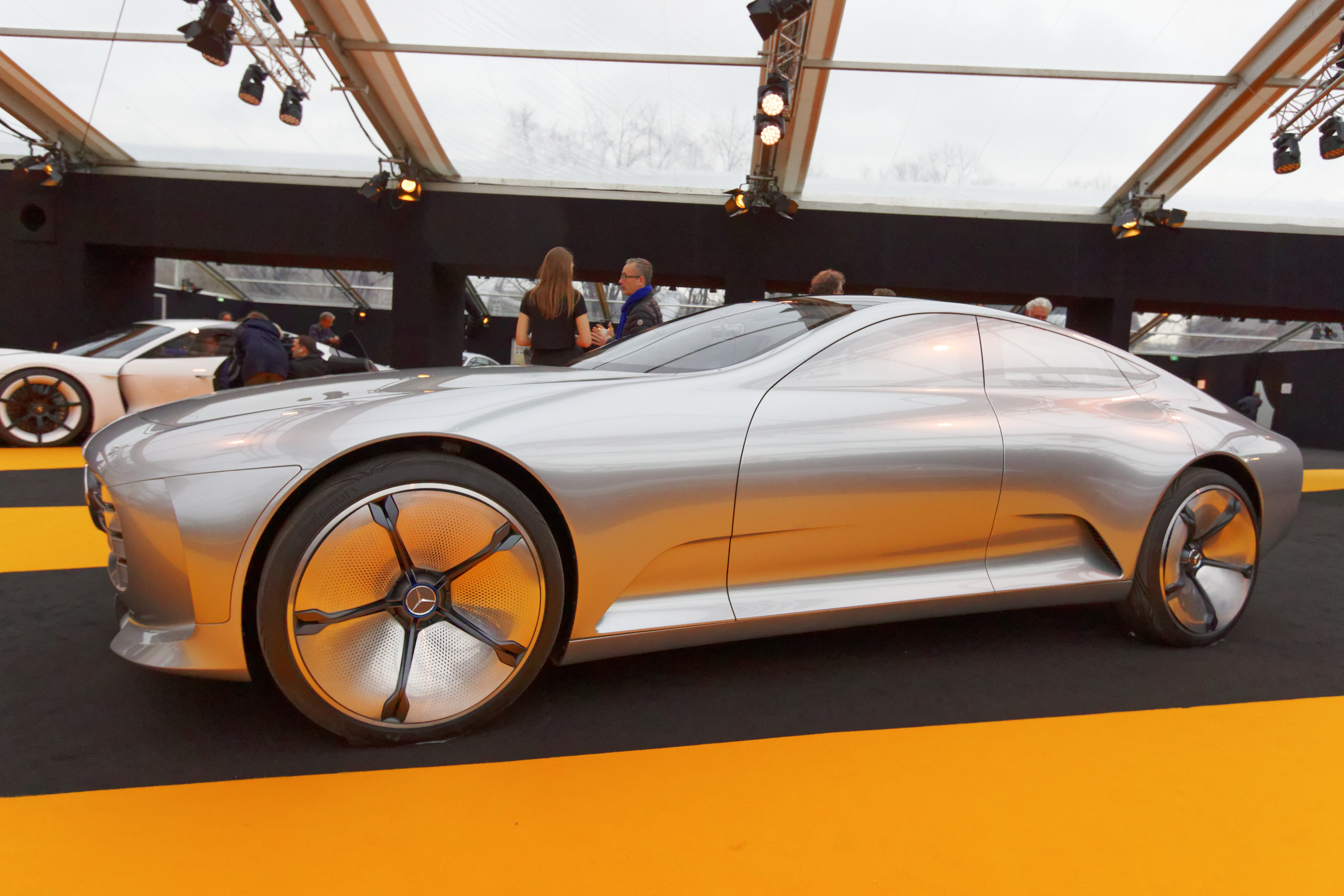
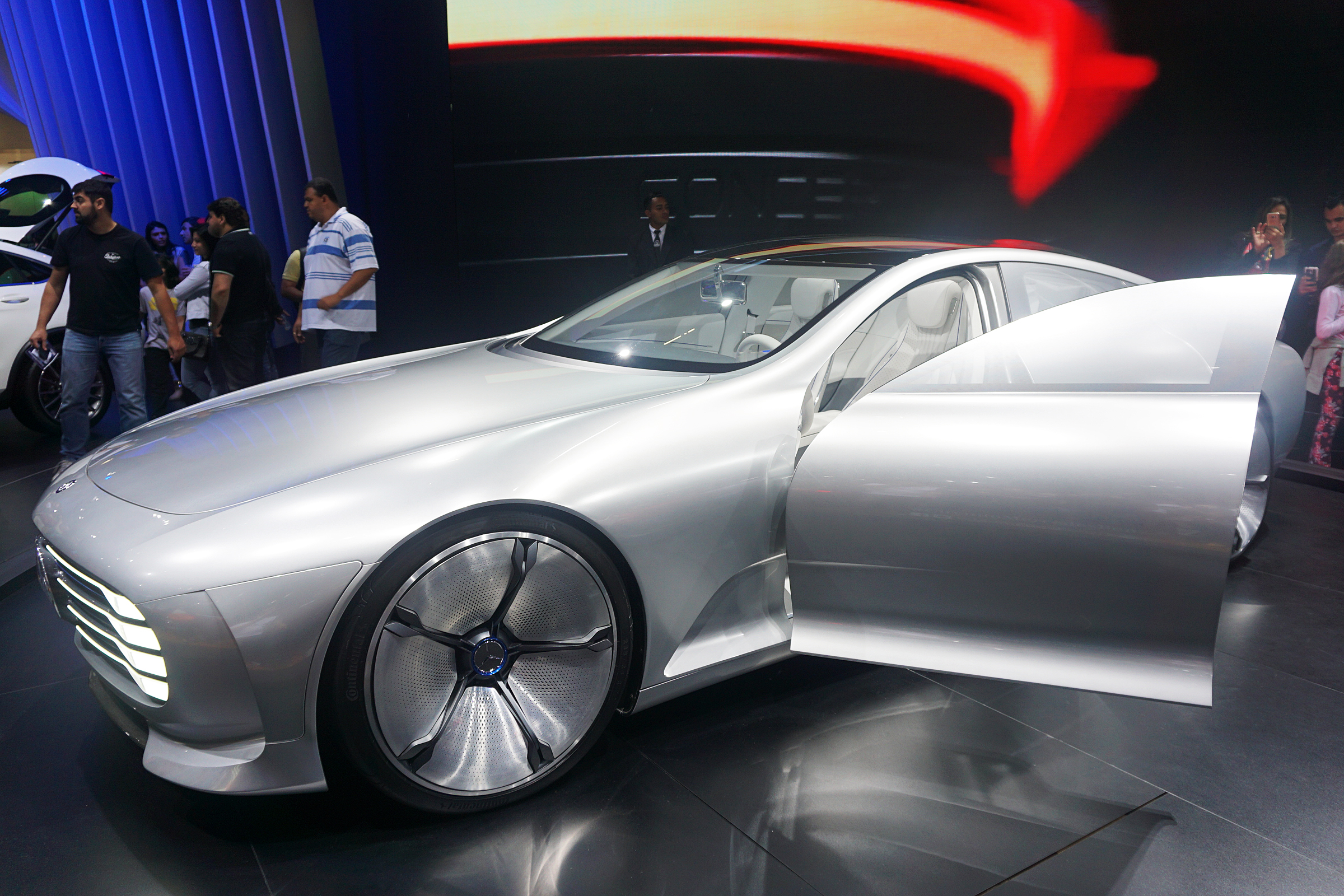
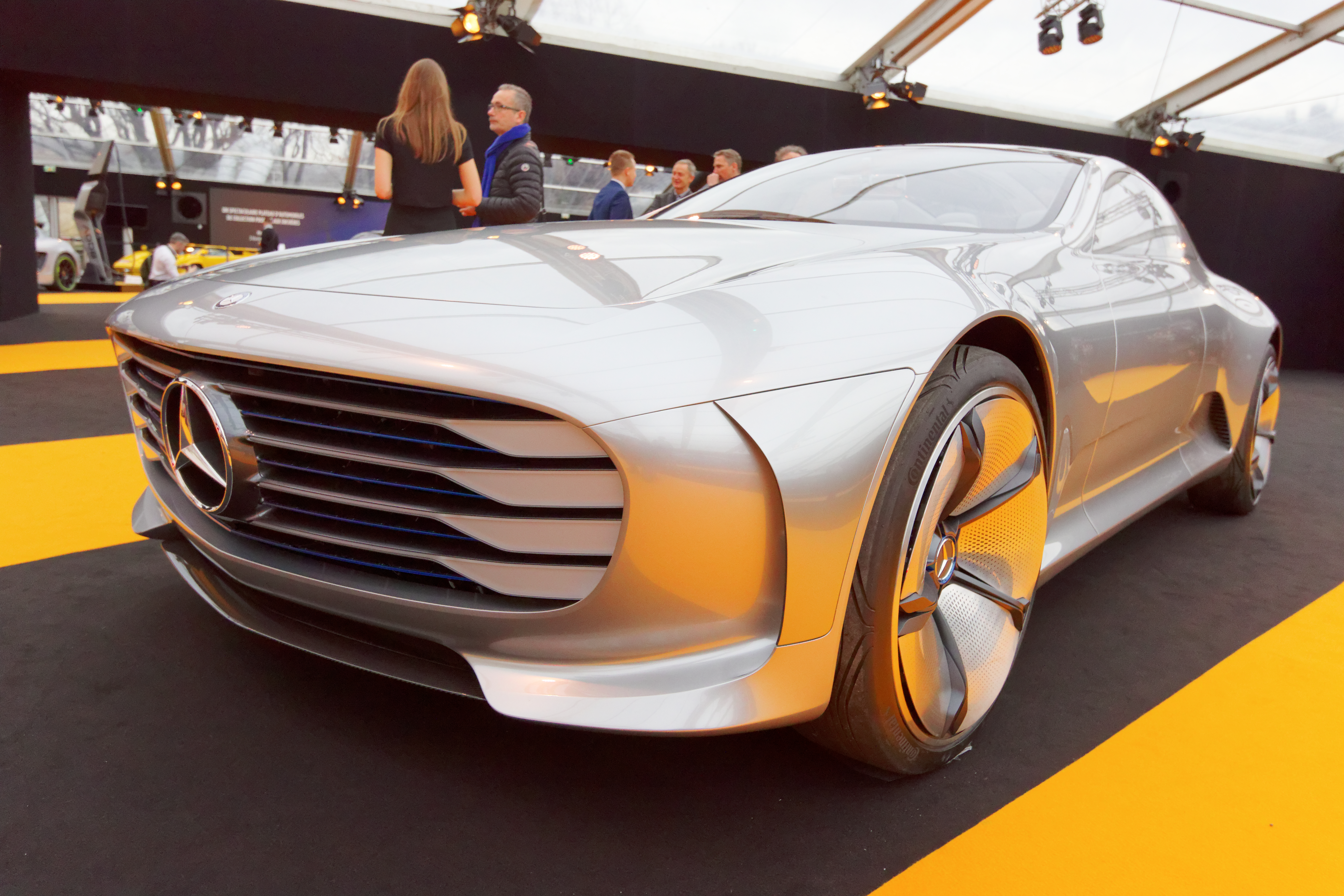

Ce concept IAA a la particularité de modifier automatiquement sa forme aérodynamique à partir de 80 km/h, pour faire baisser son coefficient de traînée (Cx) de 0,25 à 0,19, en déployant un ensemble d'ailerons et spoiler (aéronautique) latéraux, avant, arrière, et sous le châssis, pour mieux accompagner les flux d’air, et réduire les turbulences aérodynamiques induits par la vitesse. Son fuselage fastback arrière s'allonge entre autres automatiquement de 39 cm, ses grilles d'aérations se modifient, et ses jantes 5 banches se transforment en forme pleine...

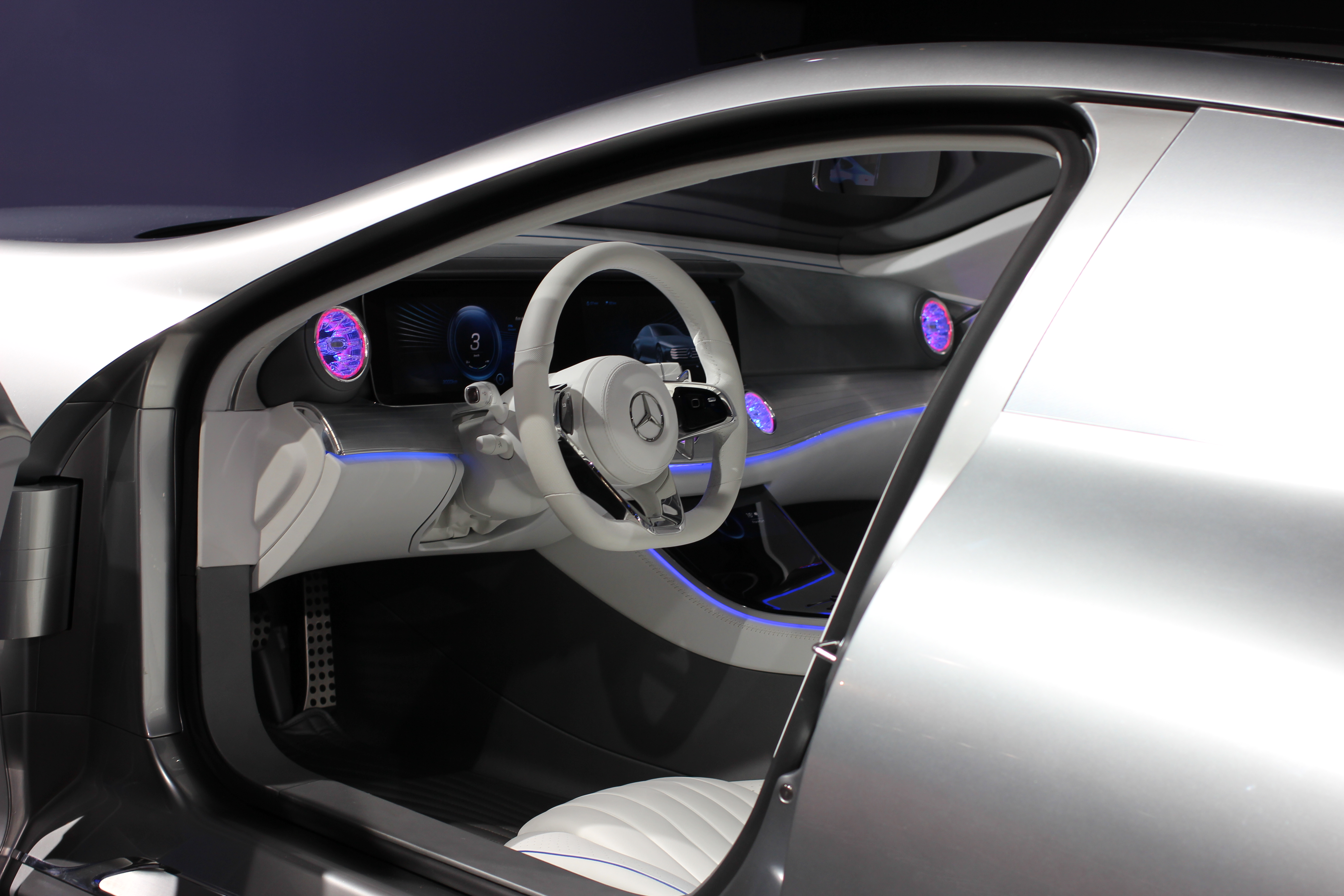
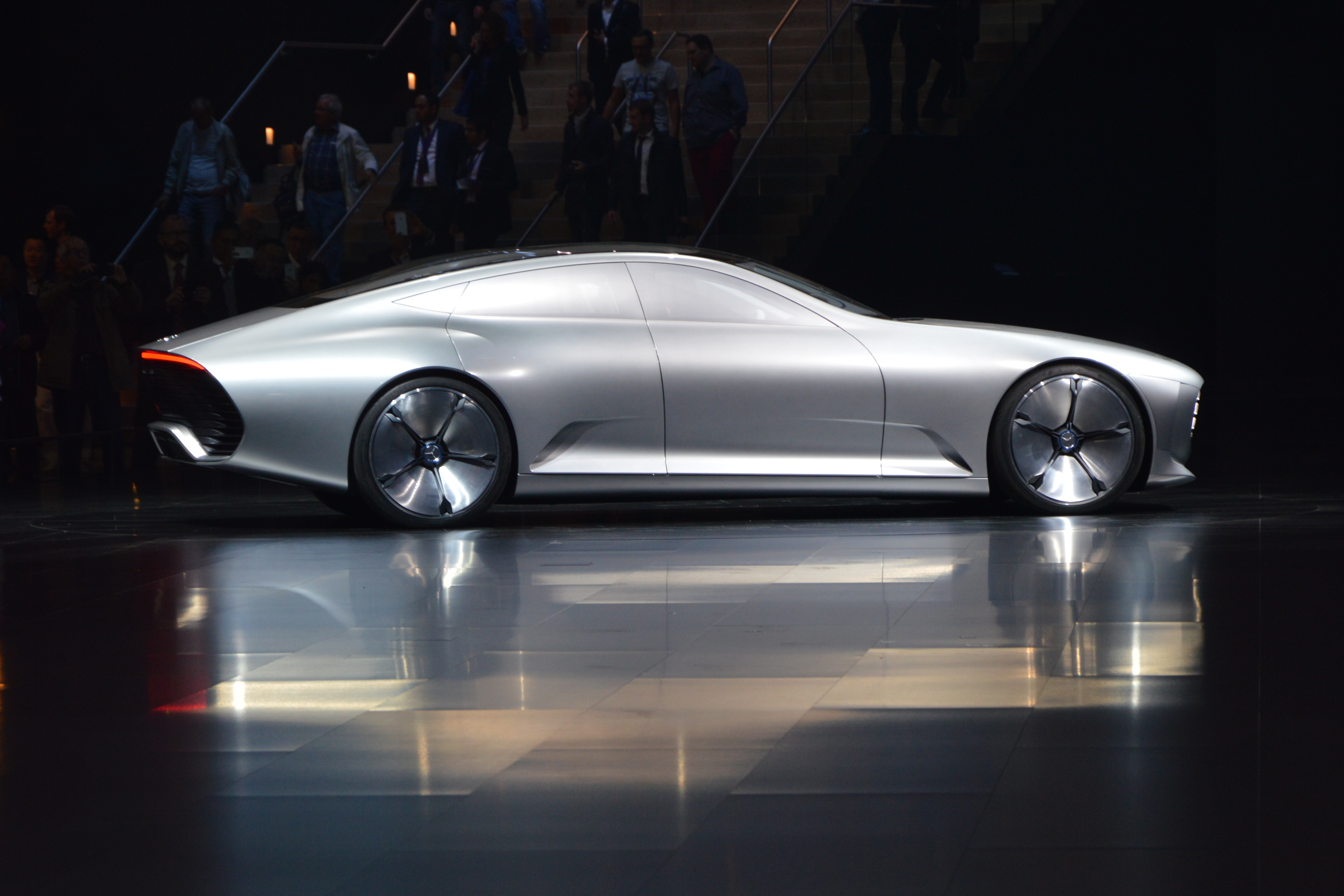
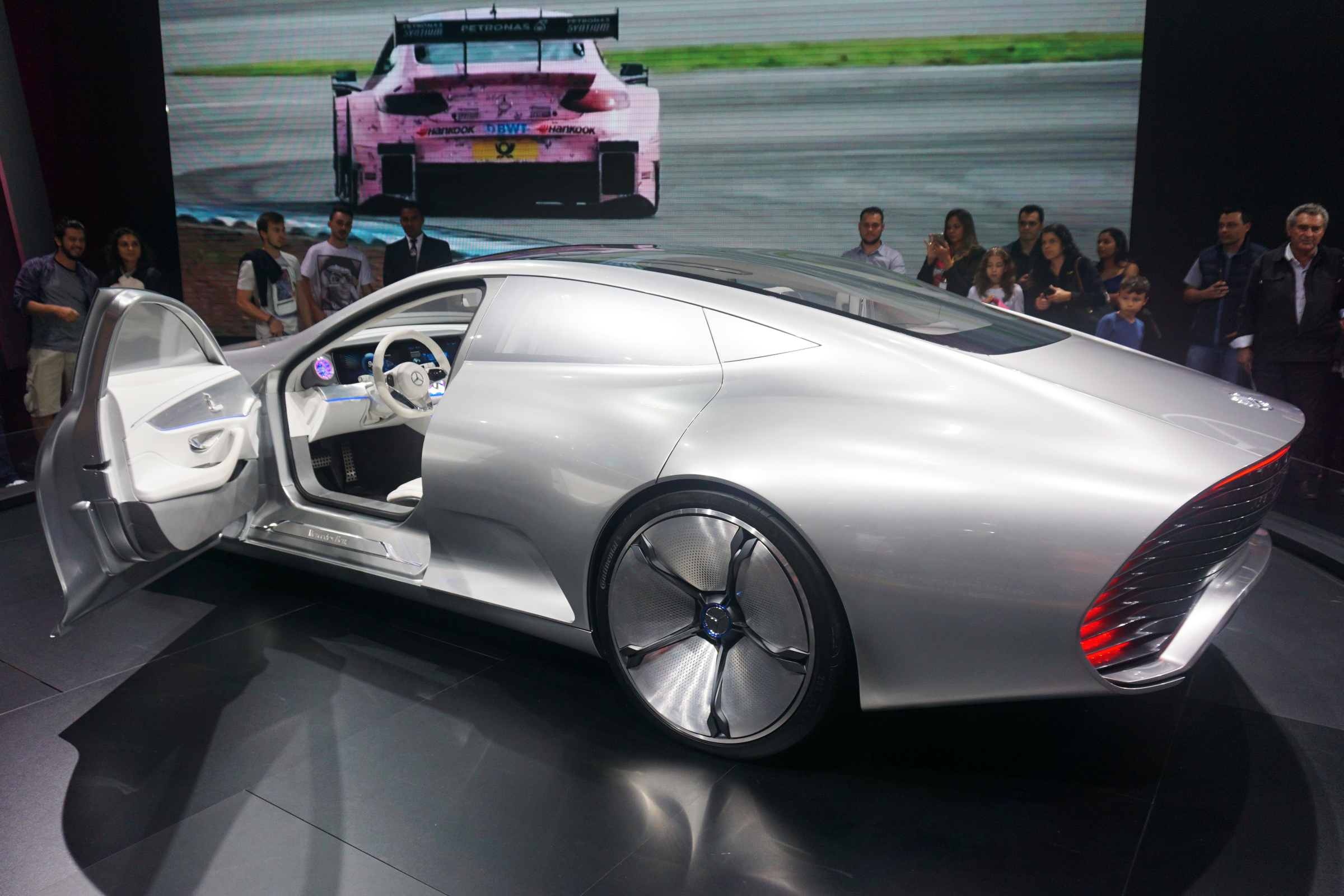
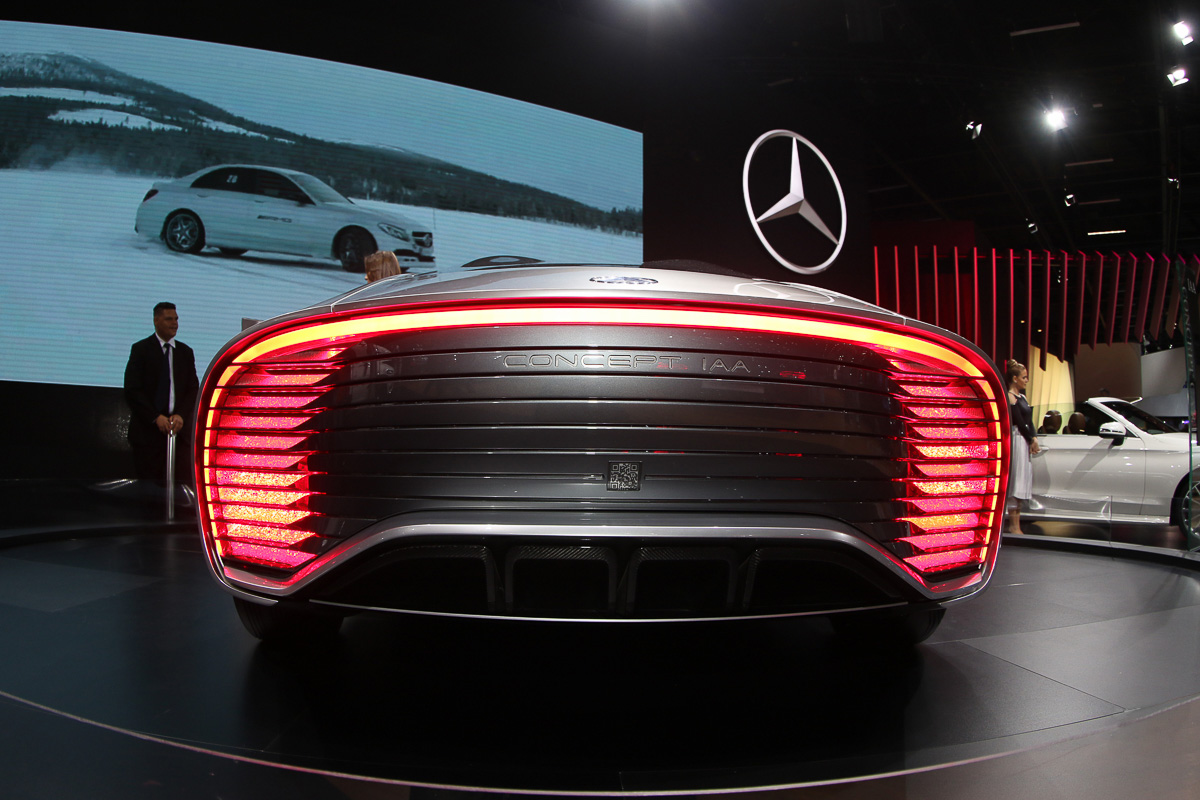
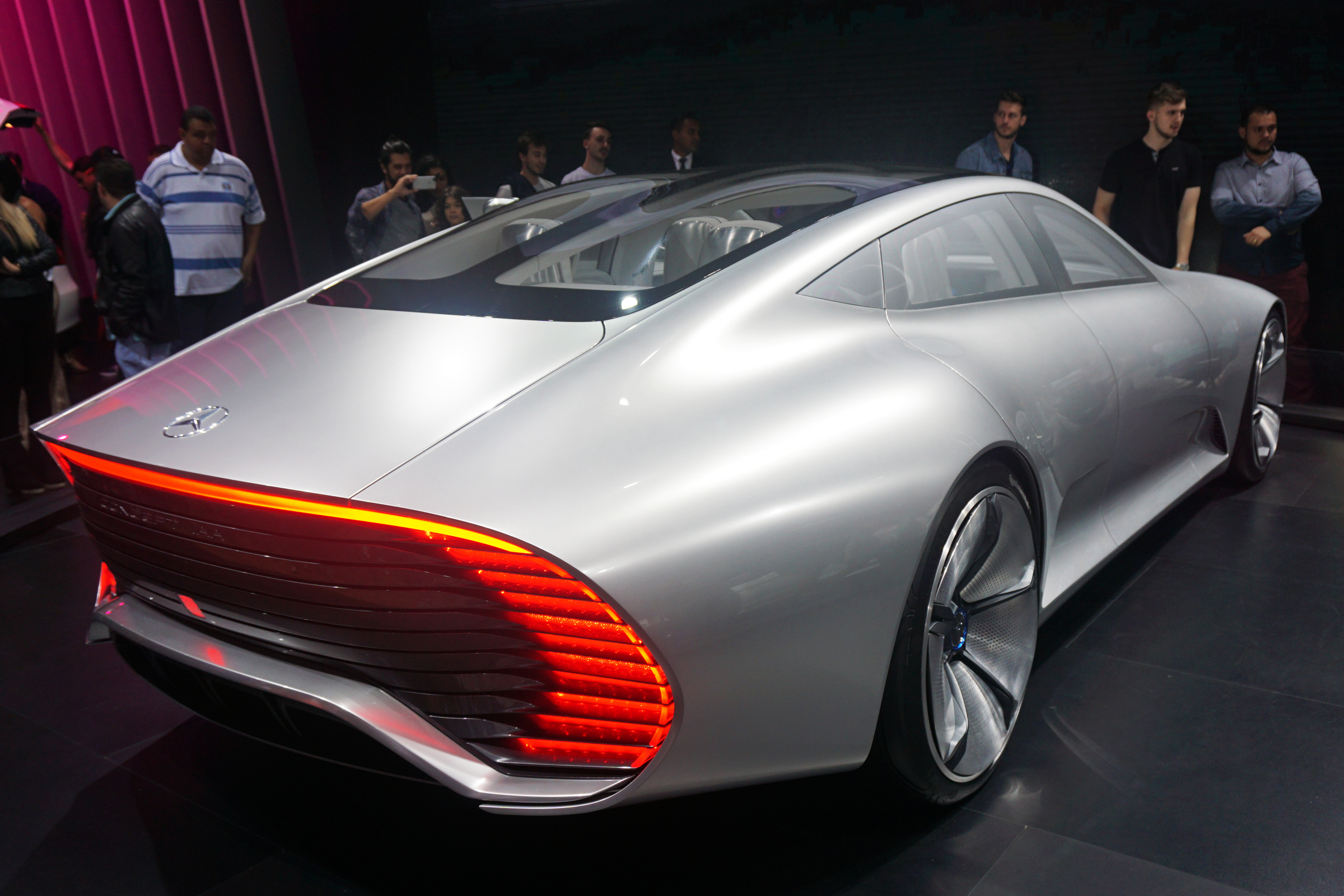

Le luxueux intérieur est réalisé en aluminium, cuir, verre poli, et néons, avec toit vitré panoramique, tableau de bord à écran tactile entièrement numérique, et nombreux contrôles tactiles (dont l'ouverture des portières automatiques sans poignée...). 
Elle inspire entre autres les Mercedes-Maybach Vision 6 de 2016, et futures Mercedes-Benz Classe S de la marque...

### Motorisation
Ce concept-car est motorisé par un moteur hybride rechargeable essence-électrique de 286 ch (205 kW), pour une vitesse de pointe bridée de 250 km/h, et pour un taux d'émission de dioxyde de carbone variable de 28 à 31 gr par km, selon la variation de cx de la voiture.